# David Sterne
David Sterne (* 1945 in Selsey, Sussex, England als David Stone) ist ein britischer Schauspieler.

## Leben
Sterne war erstmals 1964 in einer Fernsehrolle (in Crossroads) zu sehen. 1969 folgte eine Besetzung in ITV Saturday Night Theatre. Von 1996 bis 1997 verkörperte er D.C.I. Frank Uttley in Thief Takers, von 2000 bis 2003 war er in Down to Earth als Bill Thompson zu sehen, 2004 verkörperte er in 21 Episoden der Fernsehserie The Mysti Show die Rolle des Professor Dust.
Sterne wirkte auch in Blockbustern wie Harry Potter und der Feuerkelch, Pirates of the Caribbean – Fluch der Karibik 2, Gullivers Reisen – Da kommt was Großes auf uns zu oder 300: Rise of an Empire mit.

## Filmografie (Auswahl)
- 1964: Crossroads (Fernsehserie)
- 1969: ITV Saturday Night Theatre (Fernsehserie, Episode 1x17)
- 1973: Justice (Fernsehserie, Episode 2x08)
- 1973: Full House (Fernsehserie, Episode 1x22)
- 1973: Der Erfolgreiche (O Lucky Man!)
- 1975: Königspoker (Royal Flash)
- 1976: Die Füchse (The Sweeney, Fernsehserie, Episode 3x08)
- 1977: Horse in the House (Fernsehserie, 6 Episoden)
- 1977: Sindbad und das Auge des Tigers (Sinbad and the Eye of the Tiger)
- 1978: Let’s Get Laid
- 1981: Die schwarze Mamba (Venom)
- 1990: The Fool
- 1992: Das schönste Kleid der Welt (Mrs. ‘Arris Goes to Paris, Fernsehfilm)
- 1993: Lady Chatterley (Miniserie)
- 1994: Hallo Mädels! (Birds of a Feather, Fernsehserie, Episode 6x02)
- 1995: 3 Steps to Heaven (Fernsehfilm)
- 1996: Mein Mann Picasso (Surviving Picasso)
- 1996–1997: Thief Takers (Fernsehserie, 18 Episoden)
- 1997: Der Elfengarten (Photographing Fairies)
- 1997: Mr. Right... zur falschen Zeit (So This Is Romance?)
- 1997: Does China Exist? (Fernsehfilm)
- 1997–2019: Casualty (Fernsehserie, 5 Episoden)
- 1998: Talos – Die Mumie (Tale of the Mummy)
- 1998: Jinnah
- 2000: Waking the Dead – Im Auftrag der Toten (Waking the Dead9 Fernsehserie, Episode 1x02)
- 2000: Sabotage!
- 2000–2003: Down to Earth (Fernsehserie, 11 Episoden)
- 2001: Ritter aus Leidenschaft (A Knight’s Tale)
- 2001: Mr In-Between
- 2001: Superstition – Spiel mit dem Feuer (Superstition)
- 2001: Eine lausige Hexe (The Worst Witch, Fernsehserie, Episode 1x06)
- 2001: Love or Money
- 2003: Die magische Münze (The Queen’s Nose9 Fernsehserie, 6 Episoden)
- 2004: The Mysti Show (Fernsehserie, 21 Episoden)
- 2004: Not Only But Always (Fernsehfilm)
- 2005: Harry Potter und der Feuerkelch (Harry Potter and the Goblet of Fire)
- 2006: Pirates of the Caribbean – Fluch der Karibik 2 (Pirates of the Caribbean: Dead Man’s Chest)
- 2007: The Commander: Windows of the Soul (Fernsehfilm)
- 2007: Elizabeth – Das goldene Königreich (Elizabeth: The Golden Age)
- 2009: Shadows in the Sun
- 2009: Das Bildnis des Dorian Gray (Dorian Gray)
- 2009: Merlin – Die neuen Abenteuer (Merlin, Fernsehserie, Episode 2x07)
- 2010: Wolfman (The Wolfman)
- 2010: Die Weihnachtsgeschichte – Das größte Wunder aller Zeiten (The Nativity)
- 2010: Hustle – Unehrlich währt am längsten (Hustle, Fernsehserie, Episode 6x06)
- 2010: Alles, was wir geben mussten (Never Let Me Go)
- 2010: Gullivers Reisen – Da kommt was Großes auf uns zu (Gulliver’s Travels)
- 2012: Truth or Dare
- 2012: Hunted – Vertraue niemandem (Hunted, Fernsehserie, 6 Episoden)
- 2014: 300: Rise of an Empire
- 2014–2015: Detectorists (Fernsehserie, 6 Episoden)
- 2015: Arthur und Merlin
- 2018: The Last Witness
- 2018: Zoe und Raven – Freiheit im Sattel (Free Rein, Fernsehserie, Episode 2x11)
- 2018: Zoe und Raven – Es weihnachtet sehr (Free Rein: The Twelve Neighs of Christmas, Fernsehfilm)
- 2019: Madness in the Method
- 2019: Gentleman Jack (Fernsehserie, 1 Episode)
- 2019–2020: Vikings (Fernsehserie, 2 Episoden)
- 2020: Ruth (Kurzfilm)
- 2021: Das Rad der Zeit (The Wheel of Time, Fernsehserie, 1 Episode)
- 2021: The Protégé – Made for Revenge (The Protégé)
- seit 2022: Sister Boniface Mysteries (Fernsehserie)